# More & More
More & More è il nono EP del gruppo musicale sudcoreano Twice, pubblicato il 1º giugno 2020 dalla JYP Entertainment e Republic Records.

## Tracce
1. More & More – 3:19
2. Oxygen – 3:45
3. Firework – 3:13
4. Make Me Go – 3:06
5. Shadow – 2:48
6. Don't Call Me Again – 2:53
7. Sweet Summer Day – 3:11

## Classifiche

### Classifiche settimanali
| Classifica (2020) | Posizione massima |
| ----------------- | ----------------- |
| Belgio (Fiandre)  | 87                |
| Belgio (Vallonia) | 115               |
| Corea del Sud     | 1                 |
| Giappone          | 1                 |
| Polonia           | 7                 |
| Stati Uniti       | 200               |

### Classifiche di fine anno
| Classifica (2020) | Posizione |
| ----------------- | --------- |
| Corea del Sud     | 12        |
| Giappone          | 31        |